# Великий в'язовий заболонник
Заболонник великий в'язовий або заболонник-руйнівник (Scolytus scolytus) — жук родини короїдів (Ipidae).

## Опис
Жуки 3,5-5,5 міліметра завдовжки; голова, передньо-спинка чорні, а вусики, надкрила, ноги та черевце рудувато-червоні; на третьому і четвертому сегментах черевця в середині заднього краю по невеликому загостреному горбочку, на відміну від самки у самця задній край останнього черевного кільця з щіточкою золотистих волосків. По такій же щіточці є по боках заднього краю останнього тергіта. Лоб самця та самки злегка опуклий, вкритий густими короткими волосками. Черевце скошене до верхівки, різко вигнуте, вкрите довгими, але рідкими волосками.

## Екологія
В Україні поширений повсюдно, особливо чисельний у степу в полезахисних насадженнях. Пошкоджує в'язові, граб, волоський горіх та інші. Зимують личинки середнього та старшого віків. Навесні, на початку травня, в Криму личинки заляльковуються, а з кінця травня до половини червня спостерігається літ жуків першого покоління; жуки другого покоління літають з початку червня до половини вересня. Додатково молоді жуки живляться в розвилках молодих пагонів. Заселення відбувається із поздовжнього маточного ходу завдовжки 5-8 та 2,5-3 міліметрів завширшки. Личинкові ходи в кількості 60-120 відходять променеподібно від густо розміщених яйцевих камер, трохи зачіпаючи заболонь; на напіввисохлих деревах або під тонкою корою ходи сильніше зачіпають заболонь. При заселенні життєздатних дерев спостерігається сильне виділення соку в місцях проникнення жуків, що часто приваблює велику кількість різних комах. Протягом року розвивається двоє поколінь.